# Kraainem
Kraainem anhörenⓘ ist eine belgische Gemeinde in der Region Flandern mit 13.962 Einwohnern (Stand 1. Januar 2024).
Sie liegt an der Grenze zur Region Brüssel-Hauptstadt; das Stadtzentrum von Brüssel befindet sich ca. zehn Kilometer westlich.
Die nächsten Autobahnabfahrten befindet sich bei Kraainem selbst an der A 3/E 40.
In Nossegem und im Großraum Brüssel befinden sich die nächsten Regionalbahnhöfe und in mehreren Bahnhöfen in und bei Brüssel halten auch überregionale Schnellzüge.

Der Flughafen Brüssel National nahe der Hauptstadt und nur vier Kilometer nördlich der Gemeinde gelegen ist ein internationaler Flughafen. Der öffentliche Nahverkehr wird von zahlreichen Buslinien der De Lijn sowie den Tramlinien 39 und 44 der Société des Transports Intercommunaux de Bruxelles/Maatschappij voor het Intercommunaal Vervoer te Brussel bereitgestellt. Die Stationen Stokkel/Stockel und Kraainem/Crainhem der Metro Brüssel befinden sich direkt hinter der Gemeindegrenze zwar auf dem Gebiet der Region Brüssel, dienen aber auch zur Anbindung Kraainems an die Innenstadt.